# Ленкі-Великі
Ленкі-Великі (пол. Łęki Wielkie) — село в Польщі, у гміні Каменець Ґродзиського повіту Великопольського воєводства.
Населення — 273 особи (2011).
У 1975-1998 роках село належало до Познанського воєводства.

## Демографія
Демографічна структура станом на 31 березня 2011 року:
|          | Загалом | Допрацездатний вік | Працездатний вік | Постпрацездатний вік |
| -------- | ------- | ------------------ | ---------------- | -------------------- |
| Чоловіки | 133     | 25                 | 96               | 12                   |
| Жінки    | 140     | 31                 | 81               | 28                   |
| Разом    | 273     | 56                 | 177              | 40                   |